# 神和台
神和台（しんわだい）は、兵庫県神戸市垂水区にある町名。一丁目から三丁目がある。郵便番号は655-0851。

## 地理
名谷町の中山地区の一部が、積水ハウスによって造成されてできた住宅地である。開発された区画は617区画、面積は22万平方メートルであった。垂水区のほぼ北東端にある丘陵地に位置する。面積は21.9haに及ぶ。東･南は名谷町、西は名谷町、小束山、北は西区学園東町に接する。地番整理済区域である。

## 歴史
1976年（昭和51年）に、名谷町字湯屋谷、字賀市、多聞町字高塚山の各一部から神和台一〜三丁目が成立した。1977年（昭和52年）に、積水ハウスが「名谷神和台」として分譲を開始した。

### 地名の由来
『垂水の今と昔』では、名谷町の奥畑地区へと接続する地域であり、そこにある大歳神社に因んで付けたとする。

### 町名の変遷
| 実施後       | 実施年月日         | 実施前（各小字ともその一部）           |
| ------------ | ------------------ | -------------------------------------- |
| 神和台一丁目 | 1977年（昭和50年） | 名谷町字湯屋谷、字賀市、多聞町字高塚山 |
| 神和台二丁目 | 1977年（昭和50年） | 名谷町字湯屋谷、字賀市、多聞町字高塚山 |
| 神和台三丁目 | 1977年（昭和50年） | 名谷町字湯屋谷、字賀市、多聞町字高塚山 |

## 世帯数と人口
2021年（令和3年）12月31日現在の世帯数と人口は以下の通りである。
| 町丁         | 世帯数  | 人口    |
| ------------ | ------- | ------- |
| 神和台一丁目 | 306世帯 | 693人   |
| 神和台二丁目 | 201世帯 | 405人   |
| 神和台三丁目 | 350世帯 | 764人   |
| 計           | 857世帯 | 1,862人 |

## 小・中学校の学区
市立小・中学校に通う場合、学区は以下の通りとなる。
| 丁目   | 番地 | 小学校             | 中学校             |
| ------ | ---- | ------------------ | ------------------ |
| 一丁目 | 全域 | 神戸市立名谷小学校 | 神戸市立福田中学校 |
| 二丁目 | 全域 | 神戸市立名谷小学校 | 神戸市立福田中学校 |
| 三丁目 | 全域 | 神戸市立名谷小学校 | 神戸市立福田中学校 |

## 交通
2021年3月までは地域内をバスなど交通機関はなく、住人のほとんどが近隣の山陽バス、神戸市バスの神和台口停留所、または学園緑が丘停留所から学園都市駅、垂水駅、名谷駅方面へ通勤、通学に利用されている。
住人の高齢化が進み神和台口バス停までの距離が長く、団地内のバスの乗り入れが永年の願いであった。
2021年4月より山陽バスS15系統が運行開始。「神和台3丁目」「神和台南公園前」「神和台1丁目」のバス停が設置され、造成から約45年めに初めてバスが地域内を通った。ただし便数は9時台～16時台に1日5～6本のみの運行である。

## 施設
公共
- 神和台自治会集会所 - 神和台二丁目11番地の10
- 神和台緑地

郵便局
- 神戸神和台簡易郵便局 - 名谷町字湯屋谷2237番地の10